# آپامیا مورلیا
آپامیا مورلیا (به یونانی: Απάμεια Μύρλεια) نامی شهری باستانی بوده در آناتولی در بیتینی و کرانهٔ دریای مرمره؛ ویرانه‌های آن امروزه در چند کیلومتری جنوب مودانیای استان بورسا در ناحیه مرمره کشور کنونی ترکیه جای دارد.

## تاریخچه
این شهر در آغاز مورلیا خوانده می‌شد و مستعمره کلفونیان بود. فیلیپ پنجم مقدونی بر اینجا چیره گردید و آن را به متحدش پروسیاس یکم وانهاد، پروسیاس دست به بازی و توسعهٔ این شهر زد و آن را به نام همسرش -اپامه سوم- آپامیا (به یونانی: Ἀπάμεια) خواند.